# Hugo Vojta

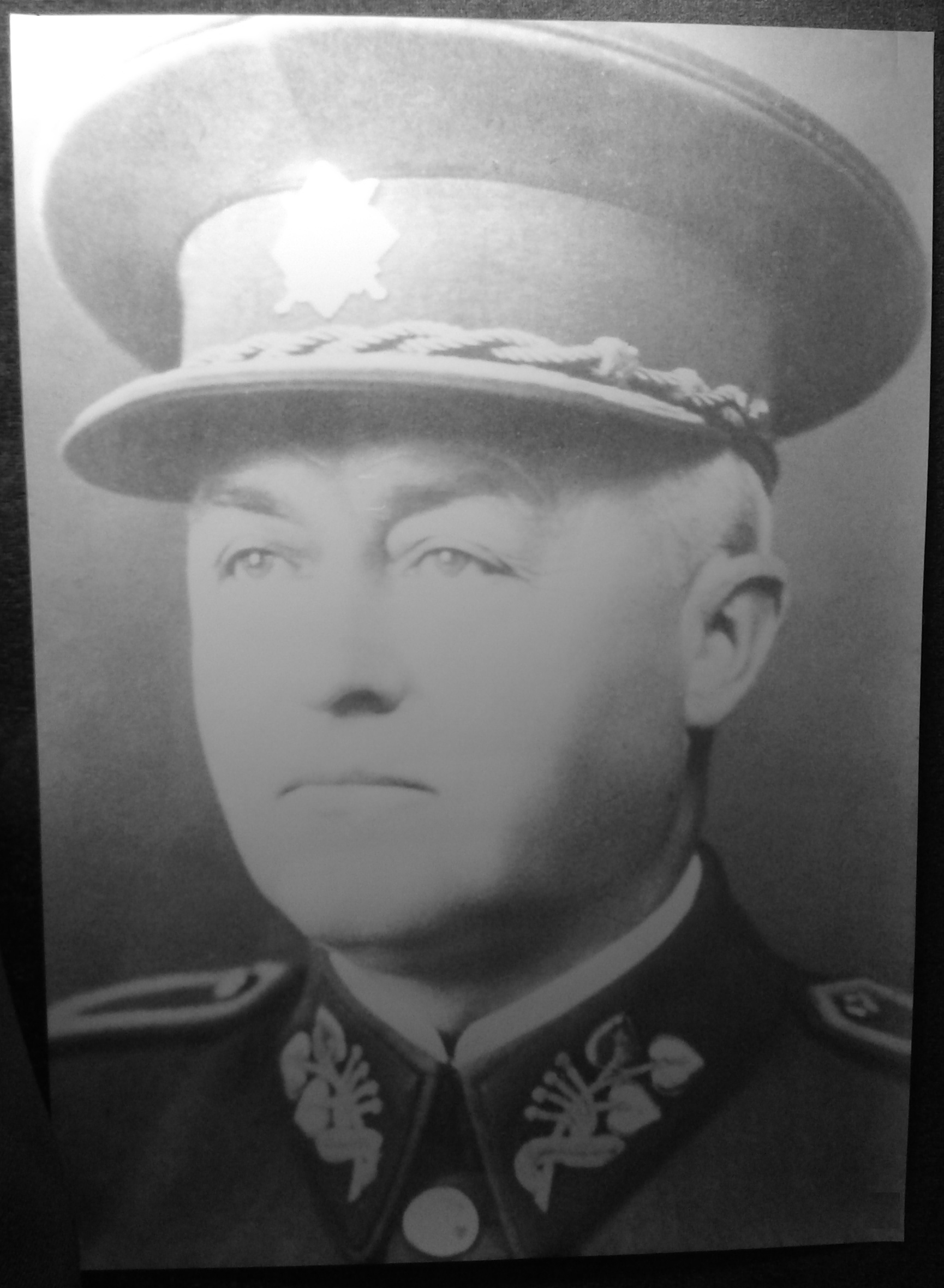
Divisionsgeneral Hugo Vojta

Hugo Vojta (* 11. April 1885 in Tábor; † 28. September 1941 in Prag) war ein tschechoslowakischer Soldat, Legionär sowie Divisionsgeneral. Als führendes Mitglied der Widerstandsgruppe Obrana národa war er eine Persönlichkeit des tschechoslowakischen Widerstandes gegen den Nationalsozialismus. 1941 wurde er zum Tode verurteilt und hingerichtet.

## Leben
Während des Ersten Weltkrieges kämpfte Vojta in den Reihen der Tschechoslowakischen Legionen in Russland. Nach der Rückkehr in die neu gegründete Tschechoslowakei wurde er Berufssoldat und nach einigen Lehrgängen Befehlshaber verschiedener Kanonierverbände. Er war Mitglied des Verwaltungsrates bei der Entstehung der Waffenwerke Zbrojovka Brno.
Unmittelbar nach der Errichtung des Protektorats Böhmen und Mähren im März 1939 entschloss er sich für die Arbeit im Widerstand. Zusammen mit den Generälen Alois Eliáš, Josef Bílý, Sergěj Ingr, Bedřich Neumann und Sergej Vojcechovský initiierte er die militärische Widerstandsgruppe Obrana národa und wurde erster Landesbefehlshaber für Böhmen und danach Militärbefehlshaber der Turnbewegung Sokol, die sich der Obrana národa anschloss. Am 13. Februar 1940 wurde er bei einer Verhaftungsaktion durch die Gestapo verhaftet und in der Kleinen Festung Theresienstadt inhaftiert.
Nach der Erklärung des Standrechts am 28. September 1941 wurde Vojta durch eine Anordnung des neuen Reichsprotektors Reinhard Heydrich zusammen mit Josef Bílý zum Tode verurteilt. Das Urteil wurde unmittelbar vollstreckt. Sein Nachfolger Václav Šára wurde am 1. Oktober 1941 ebenfalls hingerichtet.
Nach dem Sturz der kommunistischen Herrschaft 1989 erhielt er posthum das Tschechoslowakische Kriegskreuz 1939. Zu einer posthumen Beförderung ist es aus unbekannten Gründen nicht gekommen.

## Auszeichnungen
- 1919 Falken-Orden
- 1920 Tschechoslowakische Revolutionsmedaille
- 1921 Tschechoslowakisches Kriegskreuz 1914–1918
- Tschechoslowakische Interalliierte Siegesmedaille 1919
- 1989 Tschechoslowakisches Kriegskreuz 1939 (posthum)